# Acontia interposita
Acontia interposita là một loài bướm đêm trong họ Noctuidae.